# Ügyvédek Lapja (1884–1933)
Az Ügyvédek Lapja Budapesten megjelent jogi és ügyvédtársadalmi folyóirat volt. A  Budapesti Ügyvédi Kör hivatalos lapja. 1884 és 1933 között jelent meg, hetente egyszer. Nem jogelődje a későbbi Ügyvédek Lapja című folyóiratnak.

## Története
A budapesti ügyvédség szakmai és érdekképviseleti lapja volt. 1. évfolyamának  1. száma 1884. március 29-én, az utolsó, az 50. évfolyamának  2. száma mint 1933. évi 2. szám jelent meg. Megjelenése 1919. március 16. és 1919. szeptember 30. között - átmenetileg -  szünetelt. Melléklapjaként jelent meg a Jogesetek (1885–1918 és 1927–1933 között), valamint az Ügyvédek Lapja jogesetgyűjteménye (1919–1926 között).
Wolf Vilmos alapította és 1920-ig szerkesztette a lapot.